# ティム・ライス
サー・ティモシー・マイルス・ビンドン・"ティム"・ライス（Sir Timothy Miles Bindon "Tim" Rice、KBE、1944年11月10日 - ）は、英国の作詞家、作家である。
アカデミー賞、ゴールデングローブ賞、エミー賞、トニー賞、グラミー賞を受賞した作詞家であり、『ジョゼフ・アンド・アメージング・テクニカラー・ドリームコート』、『ジーザス・クライスト・スーパースター』、『エビータ』といった作品でアンドルー・ロイド・ウェバーとの共作で最もよく知られ、2011年の『オズの魔法使い』では映画の楽曲以外に共に新曲を追加した。また『チェス』でABBAのビョルン・ウルヴァースおよびベニー・アンダーソンと、ウォルト・ディズニー・カンパニー作品では『アラジン』、『美女と野獣』、『キング・デイヴィッド (ミュージカル)』でアラン・メンケンと、『ライオン・キング』と『アイーダ』でエルトン・ジョンと、ドリームワークス・アニメーションの『エル・ドラド 黄金の都』でエンニオ・モリコーネと共作している。
イギリスで最も著名な作詞家の1人であり、1994年にライスはエリザベス2世により下級勲爵士に叙任された。ハリウッド・ウォーク・オブ・フェームの星を授与され、ソングライターの殿堂入りし、ディズニー・レジェンドを受賞し、イギリス作詞作曲作家協会員となっている。2016年、『サンデー・タイムズ』紙によるイギリス高額所得者一覧音楽部門で15位に格付けされた。

## 若年期
ライスは、イングランドのバッキンガムシャー、アマーシャム近くにある第二次世界大戦中は産院として徴発されていたカントリー・ハウスのシャーデロス（Shardeloes）で生まれた。父親のヒュー・ゴードン・ライス（Hugh Gordon Rice）は大戦中に英第8軍（Eighth Army）で少佐にまでなり、母親のジョアン・オデット（Joan Odette、旧姓Bawden）はWAAFで写真解析部員として勤務していた。戦後は2人共デ・ハビランド・エアクラフト社で働いていた。ライスは子供時代にクロックスリー・グリーン（Croxley Green）、ラドレット（Radlett）、ハットフィールド（Hatfield）に住み、アルドウィックベリー校（Aldwickbury school）、セント・アルバンス校（St Albans School）、ランシング・カレッジ（Lancing College）で教育を受けた。歴史とフランス語で大学入学資格（GCE A-Levels）を取得して学校を離れてから大学には行かないことに決めロンドンの法律事務所で司法実務修習生（articled clerk）として働き始めた。

## 経歴

### 音楽業界
1年間パリのソルボンヌで勉強した後、1966年にライスはEMIレコード（EMI Records）に幹部見習いとして入社した。1968年にEMIのプロデューサーのノリー・パラモァー（Norrie Paramor）が自身の会社を興すとそれにアシスタント・プロデューサーとして合流し、クリフ・リチャード、シャドウズらと共に働いた。

### ミュージカル
ライスは、アンドルー・ロイド・ウェバー作品の『ジョゼフ・アンド・アメージング・テクニカラー・ドリームコート』、『ジーザス・クライスト・スーパースター』、『エビータ』、『クリケット (ミュージカル)』、『The Likes of Us 』でウェバーと共作した。ウォルト・ディズニー・カンパニー作品では『アラジン』でアラン・メンケンと共作して楽曲「ホール・ニュー・ワールド」でアカデミー賞、グローブ賞、グラミー賞を受賞し、『ライオン・キング』でエルトン・ジョンと共作して楽曲「愛を感じて」でゴールデングローブ賞、アカデミー賞を受賞した。
1996年、映画『エビータ』でウェバーとコラボレートし、楽曲「ユー・マスト・ラヴ・ミー」でライスにとって3度目のアカデミー賞受賞となった。また、『チェス』でABBAのビョルン・ウルヴァースとベニー・アンダーソンと、リック・ウェイクマンとはコンセプト・アルバムの『1984』と『Cost of Living』で共作した。2009年、ピョートル・チャイコフスキーのバレエ『くるみ割り人形』の映画化でアンドレイ・コンチャロフスキー監督の『くるみ割り人形』で作詞を行なったが、映画は酷評された。
2011年の『オズの魔法使い』でアンドリュー・ロイド・ウェバーと再び新曲を作曲し、3月11日にロンドン・パラディウムで開幕した。しかしライスはそれ以来ウェバーとは共作しないことにしている。

### メディア
長年「ジャスト・ア・ミニッツ」（Just a Minute）や「トリヴィア・テスト・マッチ」（Trivia Test Match）といったラジオのパネルゲーム番組の常連ゲスト回答者であった。ライスはしばしば自分は米国では映画『アバウト・ア・ボーイ』に出てくることで知られていると冗談で語っている。この映画ではライスがゲスト審判として出演しているゲーム番組『カウントダウン』の（本物の）放送分の場面が使用されている。ライスはクリケット（2002年にMCCの監督を務めた）や数学にも興味を持っている。ライスはロブ・イースタウェイ（Rob Eastaway）とジェレミー・ウィダム（Jeremy Wyndham）共著の『Why Do Buses Come In Threes』に前書きを寄せ、著名なトニー・ホークス（Tony Hawks）の『One Hit Wonderland』の中でアルバニアでトップ20ヒットとなったホークスの曲を共作した。

### 書籍
ライスは1998年の自伝『Oh What a Circus - The Autobiography of Tim Rice』で、自身の子供時代と1978年の『エビータ』の最初のロンドン公演の開演までの若き頃を振り返っている。現在ライスは、それ以降を記した続編に取り掛かっている。

### 出版
ライスは、兄弟のジョー（Jo）、ラジオ司会者のマイク・リード（Mike Read）とポール・ガンバチーニ（Paul Gambaccini）と共に「ギネスブック・オブ・ブリティッシュ・ヒット・シングル」（Guinness Book of British Hit Singles）を設立し、1977年から1996年まで編集長を務めた。

### 栄誉
1994年にライスはエリザベス2世により下級勲爵士（Knight Bachelor）に叙任され（称号は「サー・ティム・ライス」又は「サー・ティム」）、1999年にはソングライターの殿堂（Songwriters Hall of Fame）入りし、2002年にはディズニー・レジェンドを受賞した。
2008年にライスはハリウッド・ウォーク・オブ・フェームの星を授与された。

## 家族
ライスは1974年8月19日にジェーン・マッキントッシュ（Jane McIntosh）と結婚したが、1980年代末に英国のタブロイド紙が女優/歌手のエレイン・ペイジとの関係を暴くと結婚生活は破局した。ジェーンはレディ・ライスの称号を保持している。2人にはエヴァ（Eva）とドナルド（Donald）という子供がいる。「エヴィータ」の主人公に因んで名付けられたエヴァ・ライスは、小説『The Lost Art of Keeping Secrets』の著者であり、この本は英国書籍賞（British Book Award）の「年間最優秀図書」（Best Read of the Year）の最終候補になった。
ライスはサッカー・クラブのサンダーランドAFCの支援者であり、2006年11月に行われたスタジアム・オブ・ライトの式典でサンダーランド大学（University of Sunderland）から名誉文学博士号を授与された。ライスは保守党の支持者でもあったが、2007年に保守にはもう興味が持てず、党と自分の関係は「取り返しがつかぬほど変わってしまった。」と述べた。
ライスは、エルヴィス・プレスリーの曲から思いついたハートエイクス・クリケット・クラブ（Heartaches Cricket Club）というアマチュアのクラブを運営している。
ライスは、パビリオン・ブックス（Pavilion Books）の共同創立者でもある。

## ミュージカル
- 1967年 - 『ジョゼフ・アンド・アメージング・テクニカラー・ドリームコート』（Joseph and the Amazing Technicolor Dreamcoat）アンドルー・ロイド・ウェバー作曲と共作
- 1970年 - 『ジーザス・クライスト・スーパースター』(Jesus Christ Superstar)アンドルー・ロイド・ウェバー作曲と共作
- 1976年 - 『エビータ』(Evita)アンドルー・ロイド・ウェバー作曲と共作
- 1983年 - 『ブロンデル』（Blondel）スティーヴン・オリヴァー（Stephen Oliver）作曲と共作
- 1984年 - 『チェス』（Chess）ベニー・アンダーソンとビョルン・ウルヴァース作曲と共作
- 1986年 - 『クリケット』（Cricket）アンドルー・ロイド・ウェバー作曲と共作
- 1992年 - 『タイクーン』（Tycoon）マイケル・バーガー作曲と共作
- 1993年 - 『美女と野獣』 ハワード・アッシュマンとライスの作詞、アラン・メンケン作曲
- 1996年 - 『ヒースクリフ』（Heathcliff）ジョン・ファーラー（John Farrar）作曲と共作
- 1997年 - 『ライオン・キング』（The Lion King）エルトン・ジョン作曲と共作
- 1997年 - 『キング・デイヴィッド』（King David）アラン・メンケン作曲と共作
- 2000年 - 『アイーダ』（Aida）エルトン・ジョン作曲と共作
- 2005年 - 『ライクス・オブ・アス』（The Likes of Us）アンドルー・ロイド・ウェバー作曲と共作（書かれたのは1965年だがシドモントン・フェスティバル：Sydmonton Festivalでの初演は2005年7月9日[15]）
- 2011年 – 『オズの魔法使い』(The Wizard of Oz) アンドルー・ロイド・ウェバー作曲と新曲6曲を共作。映画版のハロルド・アーレン作曲、エドガー・イップ・ハーバーグ作詞の楽曲4曲に追加作詞。
- 2011年 – 『アラジン』(Aladdin) アラン・メンケン作曲、ハワード・アッシュマンおよびチャド・ベグリンの追加作詞と共作。映画の舞台化。
- 2013年 – 『地上より永遠に』 (From Here to Eternity) - スチュアート・ブライソン作曲と共作。ジェームズ・ジョーンズの小説の舞台化。

## 映画とテレビの作品
劇場作品に加えてライスは幾つかの映画やテレビ作品にも携わってきた。
- 1992年 - 『アラジン』 - 音楽：アラン・メンケン
- 1994年 - 『ライオン・キング』 - 音楽：エルトン・ジョン、作曲：ハンス・ジマー.
- 2000年 - 『ロード・トゥー・エルドラド』（The Road to El Dorado） - 音楽：エルトン・ジョン、作曲：ハンス・ジマーとジョン・パウエル (作曲家)

## 作詞家
- フレディ・マーキュリーのソロ・アルバム『バルセロナ』に収録されている「ゴールデン・ボーイ」と「フォールン・プリースト」。
- ジョージ・オーウェルの同名の小説に触発されて製作されたリック・ウェイクマン作曲の1981年のコンセプト・アルバム『1984』。
- エレイン・ペイジの同名アルバムに収録されている「The Second Time」、「The Last One to Leave」、「Hot As Sun」と「Falling Down to Earth」。
- 007シリーズの映画『007 オクトパシー』の主題歌「オール・タイム・ハイ」（All Time High）、作曲：ジョン・バリーと歌：リタ・クーリッジ（1983年）。
  - マレー・ヘッドの「ワン・ナイト・イン・バンコック」を手掛けている。

## その他の作品
- 3ナイツ社（3 Knights Ltd）でベニー・アンダーソンとビョルン・ウルヴァースと共に1986年ロンドンと1988年ブロードウェイ公演の『チェス』（Chess）を共同プロデュース。
- アンカレッジ・プロダクションズでエレイン・ペイジと共に1989年ロンドン公演の『エニシング・ゴーズ』（Anything Goes）を共同プロデュース。
- 1981年のエレイン・ペイジの同名アルバムをアンドリュー・パウエルと共同プロデュース。
- BBC・ラジオ４（BBC Radio 4）のパネル・ゲーム「ジャスト・ミニット」（Just a Minute）に数度出演。

| 受賞や功績                                               | 受賞や功績                                    | 受賞や功績 |
| -------------------------------------------------------- | --------------------------------------------- | ---------- |
| 先代 スティーヴン・ソンドハイム for スウィーニー・トッド | ドラマデスク賞作詞賞 1979-1980年 for エビータ | 次代 無し  |

| 先代 ロニー・コルベット | ローズ・タベルナーズの監督 1988-1990年 | 次代 レズリー・クラウサー |